# 熊利泽
熊利泽 (1962年12月—)，麻醉学家，第四军医大学第一附属医院院长、教授，主要从事麻醉学等方面的研究工作。入选中华人民共和国教育部第八批"长江学者"特聘教授。